# Cliff Akurang
Cliff Danquah Akurang, född 27 februari 1981 i Accra, Ghana, är en engelsk fotbollsspelare, som sedan 2017 är tränare, spelare och ordförande i fotbollsklubben Coggeshall United, bildad samma år.
Cliff Akurang fostrades i Chelsea FC och Luton Town FC men valde att som 18-åring gå till Chesham United FC. Han spelade sedan för små klubbar som Hitchin Town FC, Thurrock FC, Heybridge Swifts FC och Dagenham & Redbridge FC innan han sommaren 2007 skrev på ett två-årskontrakt med Histon FC. Akurang kombinerade då fotbollsspelande med att utbilda sig till rörmokare. Den utbildningen fick han lägga åt sidan när han blev proffs i Barnet FC. Akurang kom från Football Conference och Histon FC i januari 2008 till Barnet FC. På 19 matcher hade han lyckats göra mål 10 gånger för Histon FC och det räckte för att Paul Fairclough, Barnets tränare, skulle få upp ögonen för anfallaren. Under sin period i Thurrock FC spelade Cliff Akurang också tillsammans med den före detta Barnet-spelaren Tresor Kandol.
Förutom fotbollsspelare har Cliff Akurang varit assisterande tränare i Leiston (18 juni 2014-15 september 2014), tränare för Heybridge Swifts (13 december 2014-8 september 2015) och assisterande tränare i Bishop's Stortford (30 november 2016-30 juni 2017). Han är sedan 1 juli 2017 tränare för Coggeshall United.

## Meriter
- Football Conference: 2007